# Sonotrella
Sonotrella is een geslacht van rechtvleugeligen uit de familie krekels (Gryllidae). De wetenschappelijke naam van dit geslacht is voor het eerst geldig gepubliceerd in 1988 door Gorochov.

## Soorten
Het geslacht Sonotrella omvat de volgende soorten:
- Sonotrella maculithorax Chopard, 1930
- Sonotrella pallidus Walker, 1869
- Sonotrella bicolor Ingrisch, 1997
- Sonotrella bipunctata Chopard, 1969
- Sonotrella bispinosa Chopard, 1969
- Sonotrella indicativa Gorochov, 2002
- Sonotrella lobata Chopard, 1969
- Sonotrella omissa Gorochov, 2002
- Sonotrella quadrivittata Liu, Shi & Ou, 2006
- Sonotrella spectata Gorochov, 2002
- Sonotrella grandipennis Chopard, 1929
- Sonotrella optima Gorochov, 2002
- Sonotrella remota Gorochov, 2002
- Sonotrella tenebra Ingrisch, 1997
- Sonotrella typica Gorochov, 2002
- Sonotrella willemsei Chopard, 1925
- Sonotrella crumbi Chopard, 1969
- Sonotrella diluta Gorochov, 2002
- Sonotrella exculta Gorochov, 1992
- Sonotrella inflata Gorochov, 2002
- Sonotrella major Liu, Yin & Wang, 1993
- Sonotrella mekongica Gorochov, 1988
- Sonotrella proxima Gorochov, 1990
- Sonotrella virescens Gorochov, 1990